# Смітфілд (Мен)
Смітфілд (англ. Smithfield) — місто (англ. town) в США, в окрузі Сомерсет штату Мен. Населення — 925 осіб (2020).

## Демографія
Згідно з переписом 2010 року, у місті мешкали 1033 особи в 451 домогосподарстві у складі 314 родин. Було 727 помешкань
Расовий склад населення:
| - 97,6 % — білих - 0,5 % — азіатів - 0,2 % — корінних американців - 0,1 % — чорних або афроамериканців |

До двох чи більше рас належало 1,5 %. Частка іспаномовних становила 1,0 % від усіх жителів.
За віковим діапазоном населення розподілялося таким чином: 18,0 % — особи молодші 18 років, 65,1 % — особи у віці 18—64 років, 16,9 % — особи у віці 65 років та старші. Медіана віку мешканця становила 49,2 року. На 100 осіб жіночої статі у місті припадало 96,8 чоловіків;  на 100 жінок у віці від 18 років та старших — 96,5 чоловіків також старших 18 років.
Середній дохід на одне домашнє господарство  становив 67 513 долари США (медіана — 61 357), а середній дохід на одну сім'ю — 72 329 доларів (медіана — 67 569). Медіана доходів становила 62 500 доларів для чоловіків та 35 833 долари для жінок. За межею бідності перебувало 3,7 % осіб, у тому числі 7,4 % дітей у віці до 18 років та 2,0 % осіб у віці 65 років та старших.
Цивільне працевлаштоване населення становило 404 особи. Основні галузі зайнятості: освіта, охорона здоров'я та соціальна допомога — 27,7 %, виробництво — 17,8 %, будівництво — 9,7 %, роздрібна торгівля — 9,2 %.